# Morières-lès-Avignon
Morières-lès-Avignon är en kommun i departementet Vaucluse i regionen Provence-Alpes-Côte d'Azur i sydöstra Frankrike. Kommunen ligger i kantonen Avignon-Est som tillhör arrondissementet Avignon. År 2022 hade Morières-lès-Avignon 8 996 invånare.

## Befolkningsutveckling
Antalet invånare i kommunen Morières-lès-Avignon
| Referens: INSEE |